# (4688) 1980 WF
A (4688) 1980 WF egy földközeli kisbolygó. Charles T. Kowal fedezte fel 1980. november 29-én.